# Разинримилев
Разинримилев — альбом Леонида Фёдорова, Владимира Волкова, Марка Рибо и Джона Медески. Литературной основой альбома является поэма-палиндром Велимира Хлебникова «Разин». Рибо и Медески принимали участие в работе над альбомом «АукцЫона» «Девушки поют» (2007).

## Список композиций
1. Я — Разин (0:52)
2. Утро (Путь) (4:18)
3. Бой (10:18)
4. Делёж добычи (3:45)
5. Тризна (5:19)
6. Пляска (8:43)
7. Сон (6:06)
8. Пытка (4:28)
9. Мы Низари (0:05)
10. Путь (4:31)

## Альбом
Альбом записывался в нью-йоркской студии Stratosphere Sound в июне 2009 года. Литературная основа альбома — поэма-перевертень (палиндром) Велимира Хлебникова «Разин». Название альбома — если прочесть наоборот — «Велимир Низар» (низарь — уроженец низовьев Волги и Астрахани). На обложке альбома — неолитический рисунок, срисованный художником Артуром Молевым в обнажившейся во время глубокого отлива подводной пещере в Онежском озере. Для буклета альбома, метровой складушки в 16 страниц, был специально разработан шрифт «Разинизар».
В Москве презентация альбома состоялась в ДК Горбунова (клуб «ГлавClub») 12 марта 2010 года.

## В записи приняли участие
- Анри Волохонский — голос (1, 10)
- Леонид Фёдоров — голос, акустическая гитара
- Владимир Волков — контрабас, электроконтрабас, пианино, виола да гамба, виолончель, перкуссия, электроорган, голос
- Марк Рибо — электрические и акустические гитары, банджо
- Джон Медески — клавишные, мелодика
- Виктор Бондарик — акустический бас
- Чес Смит — ударные